# Arne Sjöberg (läkare)
Arne Axelsson Sjöberg, född 13 augusti 1901 i Stockholm, död 18 oktober 1992, var en svensk öronläkare.
Arne Sjöberg var son till Axel Sjöberg. Han avlade studentexamen 1920 och studerade därefter vid Karolinska Institutet där han blev medicine kandidat 1923, medicine licentiat 1928 och efter disputation 1931 medicine doktor 1933. Efter förordnanden bland annat i anatomi 1923–1927, i kirurgi 1929–1931 och i otorhinolaryngologi från 1928 blev han docent i öron-, näs- och halssjukdomar vid Karolinska Institutet 1934 och föreståndare för Serafimerlasarettets öronpolikliniken vid Garnisonssjukshuset i Stockholm 1936–1938. Från 1935 drev han en egen praktik i Stockholm.  Sjöberg var öronläkare vid Epidemisjukhuset 1938–1958, tillförordnad överläkare vid öronkliniken vid Sahlgrenska sjukhuset 1948–1949, överläkare vid öron-, näs- och halskliniken vid Akademiska sjukhuset 1958–1968 samt lärare vid militärläkarkurser 1937–1948. 1958–1968 var han professor vid Uppsala universitet. Fram till början av 1950-talet publicerade han ett 30-tal vetenskapliga arbeten av otorhinolaryngologiskt innehåll, varibland märks hans doktorsavhandling över sjösjukans utlösningsmekanism.